# Rivière Duvivier
Pour les articles homonymes, voir Duvivier.
La Rivière Duvivier est un cours d'eau de la Réserve faunique de Matane, traversant le canton Cuoq, dans le territoire non organisé de Rivière-Bonjour, dans la municipalité régionale de comté (MRC) La Matanie, sur la péninsule gaspésienne, dans la région administrative du Bas-Saint-Laurent, au Québec, au Canada.

## Géographie
La rivière Duvivier prend sa source au barrage situé à l'embouchure du Lac Duvivier (longueur : 2,5 km ; altitude : 320 m) dans le canton Cuoq, dans le territoire non organisé de Rivière-Bonjour, dans les monts Chic-Chocs lesquels font partie des monts Notre-Dame. Ce lac est alimenté par un ruisseau (venant du nord) qui se déverse sur la rive nord-est. Ce lac se termine par un détroit de 0,9 km de long du côté sud-est, soit jusqu'à barrage de retenu.
L'embouchure du lac Duvivier est située dans la Réserve faunique de Matane, à 24,6 km au sud-est du littoral sud-est de l'estuaire du Saint-Laurent, à 4,0 km au sud-est de la limite de la Réserve faunique de Matane et du canton Tessier et à 9,0 km au sud-ouest de la limite du canton Leclercq.
À partir de sa source, la rivière Duvivier coule sur 10,5 km en zone forestière et montagneuse, répartis selon les segments suivants :
- 1,6 km vers le sud-est, jusqu'à la confluence d'un ruisseau (venant du nord) ;
- 6,0 km vers le sud-est, en recueillant les eaux de la décharge du lac Mius (venant de l'ouest), jusqu'à la confluence du ruisseau de l'ouest (venant du nord-est). Note : ce ruisseau est situé sur le versant ouest du mont de l'Ouest (altitude : 891 m) ;
- 2,9 km vers le sud-est, en traversant sous le pont de la Réserve faunique en fin de segment, jusqu'à sa confluence[3].

La "rivière Duvivier" se déverse sur la rive nord de la rivière Matane, dans le canton Cuoq, dans le territoire non organisé de Rivière-Bonjour. Cette confluence est située dans la Réserve faunique de Matane, à 27,0 km au sud-est du littoral sud-est de l'estuaire du Saint-Laurent, à 11,6 km au sud-est de la limite de la ville de Matane.

## Toponymie
Le terme « Duvivier » constitue un patronyme de famille d'origine française.
Le toponyme rivière Duvivier a été officialisé le 5 décembre 1968 à la Commission de toponymie du Québec.